# Hypotrigona penna
Hypotrigona penna är en biart som beskrevs av Connal Desmond Eardley 2004. Hypotrigona penna ingår i släktet Hypotrigona, och familjen långtungebin. Inga underarter finns listade.

## Utseende
Ett litet bi med svart till orangegul kropp. De bakre delarna av benen har ofta gula markeringar. Ovansidan har tät, kraftig behåring.

## Ekologi
Släktet Hypotrigona tillhör de gaddlösa bina, ett tribus (Meliponini) av sociala bin som saknar fungerande gadd. De har dock kraftiga käkar, och kan bitas ordentligt.
Som många gaddlösa bin är arten en viktig honungsleverantör, man skördar främst honung från vildlevande samhällen. Den är också en betydelsefull pollinatör.

## Utbredning
Arten förekommer i Västafrika, från Senegal till Sudan.